# Tele Blocher
Tele Blocher ist eine wöchentlich ausgestrahlte Internet-Sendung, die von dem Schweizer Unternehmer und Politiker Christoph Blocher (SVP) initialisiert wurde. Ursprünglich war die Sendung nicht als langfristiges Projekt geplant, sondern nur für ein Jahr. Das Format wurde im Herbst 2007 von Norbert Neininger, dem damaligen Verleger der Schaffhauser Nachrichten, für das lokale Schaffhauser Fernsehen kreiert.

## Ideologische Ausrichtung
Blocher TV fokussiert auf Themen, die sowohl die persönlichen Überzeugungen des Gründers als auch seine langjährige Verbundenheit mit der SVP erkennen lassen. Wöchentlich wird ein Interview zusammen mit dem Journalisten Matthias Ackeret produziert. Ackeret wurde als Moderator angefragt, weil er kurz zuvor ein Buch über Christoph Blochers Führungsgrundsätze geschrieben hatte: «Das Blocher-Prinzip». Tele Blocher ist im Grunde die TV-Version dieses Prinzips. Blocher hat in der Sendung freie Bahn und kann ohne hartnäckige Nachfragen sprechen, während der Moderator als freundlicher Stichwortgeber agiert. Ackeret der Moderator versteht Tele Blocher im Jahr 2016 als vergleichbar mit dem Twitter-Kanal von US-Präsident Donald Trump. Er argumentiert, dass beide einen alternativen Kanal darstellen, über den politische Akteure ihre Meinungen direkt verbreiten und etablierte Medien umgehen können.
Medienwissenschaftler Vinzenz Wyss verortet Tele Blocher jedoch nicht im Bereich journalistischer Interviews. Naiv gefragt, stellt sich die Frage: Als was definiert man ein solches Interview neu? Als Kammerspiel? Oder als Sketch? ... oder vielleicht als eine neue Form der politischen Inszenierung? In diesem Kontext könnte man die Nutzung des Internets durch Politiker wie Moritz Leuenberger und Christoph Blocher betrachten, wie in der Fallstudie von Richard Staeuber und Urs Gasser beschrieben. Ihre Veröffentlichung zur Schweiz bezogenen Online-Kommunikation zeigt, wie digitale Plattformen nicht nur als Mittel zur Informationsvermittlung, sondern auch zur Selbstinszenierung dienen können. Dabei entstehen neue Formen des Dialogs, die sowohl Chancen für die Demokratie bieten – etwa durch besseren Zugang zu Informationen und deliberative Prozesse – als auch Herausforderungen, wie die digitale Kluft und Machtasymmetrien.
Sina Blassnig hebt in ihrer Dissertation "Populist Online Communication: Interactions among Politicians, Journalists, and Citizens" aus dem Jahr 2020 hervor, dass zukünftige Studien zur populistischen Online-Kommunikation die Vielfalt der genutzten Kanäle stärker berücksichtigen sollten. Während Facebook weiterhin eine zentrale Rolle spielt, gewinnen Plattformen wie WhatsApp, Instagram und YouTube zunehmend an Bedeutung. Diese Beobachtungen lassen sich auch auf alternative Medienformate wie Tele Blocher übertragen, das als audiovisuelles Medium populistische Botschaften direkt an ein Publikum vermittelt. Blassnig betont zudem, dass der Konsum solcher "alternativen Medien" oft mit populistischen Ansichten korreliert. Dies zeigt sich nicht nur bei Formaten wie Tele Blocher, sondern auch bei der strategischen Nutzung von Plattformen durch politische Akteure wie Podemos. Beide Beispiele verdeutlichen, wie populistische Akteure digitale und audiovisuelle Kanäle nutzen, um traditionelle Medien zu umgehen und ihre Botschaften ungefiltert zu verbreiten.
Der Verband Schweizer Medien (VSM) hat das Quiz newstest.ch zur Förderung der Medienkompetenz lanciert. Eine Frage, die Tele Blocher als Imagepflege statt Journalismus einstuft, führte zu Kontroversen. Matthias Ackeret, Betreiber von Tele Blocher, widersprach dieser Einordnung. Der VSM räumte ein, dass die Frage unpräzise sei und Anpassungen vorgenommen werden. Das Quiz soll Nutzern helfen, verschiedene Medieninhalte zu unterscheiden und den Umgang mit Desinformation zu stärken.
Ein im Januar 2011 veröffentlichter Artikel auf der Plattform Journal21 beleuchtet die zunehmende Rolle privater Fernsehsender in der Schweiz und deren Ausrichtung auf spezifische politische Agenden. Der Artikel beschreibt Formate wie TeleBlocher auf dem Kanal des Schaffhauser Fernsehens und im Internet, das Schweizerzeit-Magazin von SVP-Nationalrat Ulrich Schlüer (ausgestrahlt auf dem Kabelsender Schweiz 5 und online) sowie den cc-Talk auf Star TV, moderiert von Christoph Rohmer und SVP-Kantonsrat Claudio Zanetti. Diese Sendungen befassen sich regelmässig mit Themen aus der Agenda der Schweizerischen Volkspartei (SVP) und laden Gäste ein, die der Partei nahe stehen. Die Formate zeichnen sich durch eine starke politische Ausrichtung aus, die darauf abzielt, die Positionen der SVP zu stärken und zu verbreiten. Kritiker bemängeln die geringe journalistische Qualität und die Personalisierung. Dieser Prozess wird als „Gurifizierung“ bezeichnet, offenbar ein fantasievoller Begriff, der die übermässige Verehrung und Personalisierung eines Parteiführers beschreibt. Dabei wird der Parteiführer, ähnlich wie ein Guru, als zentrale Figur einer Bewegung oder Ideologie dargestellt. Diese Entwicklung wird als Teil einer Strategie gesehen, die auf die Eidgenössischen Wahlen 2011 abzielt, um vermutlich die politische Wirkung solcher Medienformate zu maximieren.
Im Dezember 2023 zeigte SRF 1 den 97-minütigen Dokumentarfilm Christoph Blocher – Leben und Kampf für seine Schweiz. Der preisgekrönte TV-Journalist Hansjürg Zumstein begleitete Christoph Blocher über viele Jahre hinweg und führte folglich Regie bei dem Dokumentarfilm. Der Film verbindet Archivmaterial mit neuen Aufnahmen und erinnert stellenweise an TeleBlocher, der Fokus liegt auf Blocher und seinen Ansichten und Aussagen. Helmut Hubacher, ein politischer Gegenspieler von Christoph Blocher, kommt in der Dokumentation ebenfalls zu Wort. Seine präzise Argumentation und scharfe Urteilskraft stehen in starkem Kontrast zu seiner durch Alter und Krankheit gezeichneten Erscheinung, die wiederum Blochers betontes Ideal von Stärke, gewollt oder ungewollt, unterstreicht. Ein Motiv, das der Film mehrfach aufgreift. Die journalistische Kritik an Blocher fokussiert sich vor allem auf seinen Stil, der als provokativ, polarisierend und kontrovers beschrieben wird. Ergänzt wird dies durch Aussagen von Anhängern seiner politischen Arbeit, darunter ein Unterstützer, der humorvoll anmerkt, man müsse ihn "zwanzigmal klonen".

## Erste Ausstrahlung und Reaktionen
Die Ausstrahlung der Sendung führte zu heftigen Reaktionen in den Medien, darunter Berichte in der Tagesschau und Diskussionen in Bundesratssitzungen. Ein Experte im welschen Fernsehen äusserte die Befürchtung, dies könnte das Ende der Demokratie bedeuten. Blocher war zu diesem Zeitpunkt Bundesrat und wurde beschuldigt, trotz seiner Position weiterhin Oppositionspolitik zu betreiben.
Das erste Wochengespräch wurde auf dem Lokalsender Schaffhauser Fernsehen, am 14. September 2007 ausgestrahlt. Der Titel der Sendung "Christoph Blocher und der Geheimplan", fokussiert auf eine vom Protagonisten vorgetragene Intrige im Bundesrat und weiteren Kreisen, die er nicht klar benennen könne. Der Moderator der Sendung Matthias Ackeret spricht von einem Skandal. In der Folge wurde am 12. Dezember 2007 SVP-Bundesrat Christoph Blocher überraschend aus dem Bundesrat abgewählt und durch die Bündner Finanzdirektorin Eveline Widmer-Schlumpf ersetzt.
Das Bundesamt für Kommunikation (Bakom) leitete im September 2007 Untersuchungen gegen die Fernsehsendung mit Justizminister Christoph Blocher ein. Hintergrund waren Bedenken hinsichtlich der Rechtmässigkeit der Sendung, da gemäss Schweizer Rundfunk- und Fernsehgesetzen bezahlte politische Propaganda verboten ist. Das Bakom prüfte, ob finanzielle Vereinbarungen zwischen den Produzenten und den Sendern bestanden. Bei einem Gesetzesverstoss drohten Sanktionen, darunter die Einziehung von Einnahmen und mögliche Geldstrafen. Die Sendung, in der Blocher politische Themen ansprach und Verschwörungstheorien wiederholte, fand kurz vor den Parlamentswahlen statt und wurde von Blocher als nicht-propagandistisch verteidigt. Das Bakom prüfte nicht, ob die Sendung programmrechtliche Vorschriften wie Sachgerechtigkeit und Vielfalt verletzte. Diese Beurteilung obliegt der Unabhängigen Beschwerdeinstanz für Radio und Fernsehen (UBI). Das Bundesamt für Kommunikation (Bakom) hat letztlich kein Aufsichtsverfahren gegen Tele Blocher eröffnet. Der Verdacht, dass für die Ausstrahlung finanzielle Zuwendungen erbracht wurden, konnte durch die Auswertung der Finanzdokumente nicht bestätigt werden.
Peter Röthlisberger von Blick Online stellte damals in diesem Zusammenhang die Frage nach der vollständigen Amerikanisierung des Wahlkampfs. Zudem warnte der damalige CVP-Chef Christoph Darbellay, dass Blocher auf den Spuren von Berlusconi und Bush wandelt.
Die Neue Zürcher Zeitung verglich Tele Blocher mit dem längst abgeschalteten DDR-Fernsehen und nannte es Schweizer DDR-Fernsehen. Das erste Interview, aufgenommen in Blochers Villa in Herrliberg, befasste sich mit angeblichen Komplotten und Geheimplänen. Blocher konnte seine Sichtweise darlegen, ohne durch kritische Fragen unterbrochen zu werden. Ein Umstand, den die NZZ mit den devoten Praktiken von Medienschaffenden im Staatsfernsehen des ehemaligen Ostblocks gleichsetzte.
In einem Kommentar in der Schaffhauser AZ beschrieb Peter Hunziker das Vorgehen von Norbert Neininger als "Neininger-Prinzip", eine Persiflage auf "Das Blocher-Prinzip", jedoch mit dem Ziel, durch mediale Präsenz die Themenführerschaft zu sichern. Neininger wurde dabei vorgeworfen, seine damalige Sendekonzession für politische Werbung zu missbrauchen, was Zweifel an seiner Professionalität aufwerfe.
Marcel Bernet beschreibt das Format als gezielt auf die treuen Anhänger ausgerichtet. In dieser Hinsicht erweise sich Christoph Blocher als äusserst geschickt. Er produziert keinen klassischen Podcast, sondern ein eher rudimentäres Produkt, das zahlreiche formale Mängel aufweist. Es ist genau auf seine Persönlichkeit abgestimmt. Blocher findet einen direkten Zugang zu seinen Unterstützern, kann ungestört und ausführlich über verschiedene Verschwörungstheorien spekulieren, und sichert sich damit die mediale Aufmerksamkeit. Obwohl er der erste Schweizer Bundesrat ist, der Online-Videos produziert, nutzt er selbst keine Computer und ist im Internet nicht aktiv. Im Blog-Artikel erwähnt Bernet ein wörtliches Zitat von Christoph Blocher aus dem "Making of": "…das wasmer jetz mached, das chammer numme im Internet – das chan de Staat gar nöd verbüte. Aber villich macht ers denn au no (lacht)."

## Tele Blocher Jubiläen
2012 zum fünfjährigen Jubiläum von Tele Blocher berichtet die Süddeutsche Zeitung über das Format. Schätzungsweise 30'000 Personen rufen wöchentlich das Smiley-Logo der Sendung auf, das Christoph Blocher darstellt. Blocher selbst bezeichnet die Sendung als einseitig, sieht darin jedoch keinen Nachteil. Kritiker äussern weiterhin die Meinung, dass die Ausstrahlung über das Schaffhauser Fernsehen als politische Werbung einzustufen sei und möglicherweise gegen das Radio- und Fernsehgesetz verstosse.
Im Jahr 2017 feierte Tele Blocher sein zehnjähriges Jubiläum mit über 500 ausgestrahlten Sendungen, die insgesamt mehr als 180 Stunden Programm umfassen. Das Schaffhauser Fernsehen strahlt die Sendung auch heute noch aus und beteiligt sich an deren Finanzierung. Offenbar gibt es auch nach fast zehn Jahren weiterhin ein Publikum, das zuschaut, wie der bekannteste und umstrittenste Politiker der Schweiz 20 Minuten lang ungefiltert, ungeschnitten und ohne Widerspruch "schnurred". Die neueste Episode von Tele Blocher wurde in den ersten drei Tagen rund 5000 Mal angeklickt.
Im Jubiläumsjahr 2022 wurde die neueste Episode, Folge 788 – Toni Brunner und das Geheimnis der Bundesratswahl, im Haus der Freiheit im Weiler Wintersberg bei Ebnat-Kappel aufgezeichnet. Neben einem Fotografen und einem Videoredaktor von Keystone-SDA waren auch eine Videojournalistin von TeleZüri und ein Team des Schweizer Fernsehens anwesend. Das Jubiläum fand Beachtung in der Nachrichtensendung 10 vor 10. Unter den rund 70 Gästen waren zahlreiche prominente Persönlichkeiten aus der Medienbranche, darunter Verlegerpräsident Andrea Masüger, Weltwoche-Chef Roger Köppel und NZZ-Inlandchefin Christine Neuhaus. Im Saal waren zudem weitere Persönlichkeiten anwesend, darunter Oswald Sigg, ehemaliger Sprecher des Bundesrates, Albi Matter, Veranstalter des Country-Festivals Albisgüetli, die Autoverkäuferlegende Kenny Eichenberger, Fotograf Alberto Venzago und Vera Weber, Präsidentin der Fondation Franz Weber.

## Vergleiche mit internationalen Medienformaten
Die Wochenzeitung (WOZ) stellte im Oktober 2008 einen Bezug zu den damals parallel laufenden Vorgängen in der Amerikanischen Medienlandschaft her. Stephen Colbert parodiert in «The Colbert Report» das Infotainment mit einer Figur, die als ultrarechter, faktenresistenter Moderator auftritt. Die Sendung, eine Satire auf reale Formate wie «The O’Reilly Factor», wird viermal wöchentlich ausgestrahlt. Tele Blocher wird dabei im Vergleich als bolschewistische Propaganda eingeordnet.
Gordon Brown, britischer Premierminister, startete einen Online-Fernsehsender zur Steigerung seiner Popularität, ähnlich wie Christoph Blocher in der Schweiz mit Tele Blocher. Der Sender zeigte Gespräche, Pressekonferenzen und Reden. Die Labour Party lag in Umfragen hinter den Konservativen und erlitt Wahlniederlagen.